# Lamorville
Lamorville ist eine französische Gemeinde mit 276 Einwohnern (Stand 1. Januar 2022) im Département Meuse in der Region Grand Est (bis 2015 Lothringen); sie gehört zum Arrondissement Commercy und zum Gemeindeverband Côtes de Meuse Woëvre.

## Geografie
Lamorville liegt rund 47 Kilometer westsüdwestlich der Stadt Metz im Osten des Départements Meuse. Die Gemeinde besteht aus den Orten Deuxnouds-aux-Bois, Lamorville, Lavignéville und Spada. Weite Teile der Gemeinde sind bewaldet. Lamorville liegt fernab von Autobahnen an der D101.

## Geschichte
Im Ersten Weltkrieg wurde die Gemeinde durch Kriegshandlungen teilweise zerstört. Alle Orte gehörten von 1793 bis 1801 zum District Saint Mihiel. Zudem – mit Ausnahme von Deuxnouds-aux-Bois, das bereits seit 1793 zum Kanton Vigneulles-lès-Hattonchâtel zählte – von 1793 bis 1801 zum Kanton Lacroix, von 1801 bis 2015 zum Kanton Vigneulles-lès-Hattonchâtel und seit 2015 zum Kanton Saint-Mihiel. Alle Ortsteile sind seit 1801 dem Arrondissement Commercy zugeteilt. Am 1. Januar 1973 wurden die bis dahin selbständigen Gemeinden Deuxnouds-aux-Bois (1968: 56 Einwohner), Lavignéville (1968: 56 Einwohner) und Spada (1968: 80 Einwohner) eingegliedert.

## Bevölkerungsentwicklung
| Jahr                                                | 1962 | 1968 | 1975 | 1982 | 1990 | 1999 | 2006 | 2019 |
| Einwohner                                           | 302  | 286  | 290  | 258  | 274  | 292  | 285  | 290  |
| Quellen: Cassini und INSEE; heutiges Gemeindegebiet |      |      |      |      |      |      |      |      |

## Sehenswürdigkeiten
- Kirche Saint-Martin in Deuxnouds-aux-Bois aus dem 19. Jahrhundert (im Ersten Weltkrieg beschädigt, 1924 renoviert)
- Kirche Sainte-Marie-Madeleine in Lamorville (um 1760 erbaut, 1922 umgebaut)
- Kirche Sainte-Lucie in Lavignéville (1842 erbaut, 1924 umgebaut)
- Kirche Saint-Pierre in Spada (1924 umgebaut)
- Ehemalige Prämonstratenserabtei Notre-Dame de l’Étanche in Deuxnouds-aux-Bois[1]
- Denkmal für die Gefallenen in Deuxnouds-aux-Bois[2]
- Denkmal für die Gefallenen in Lamorville[3]
- Denkmal für die Gefallenen in Lavignéville[4]
- Denkmal für die Gefallenen in Spada[5]

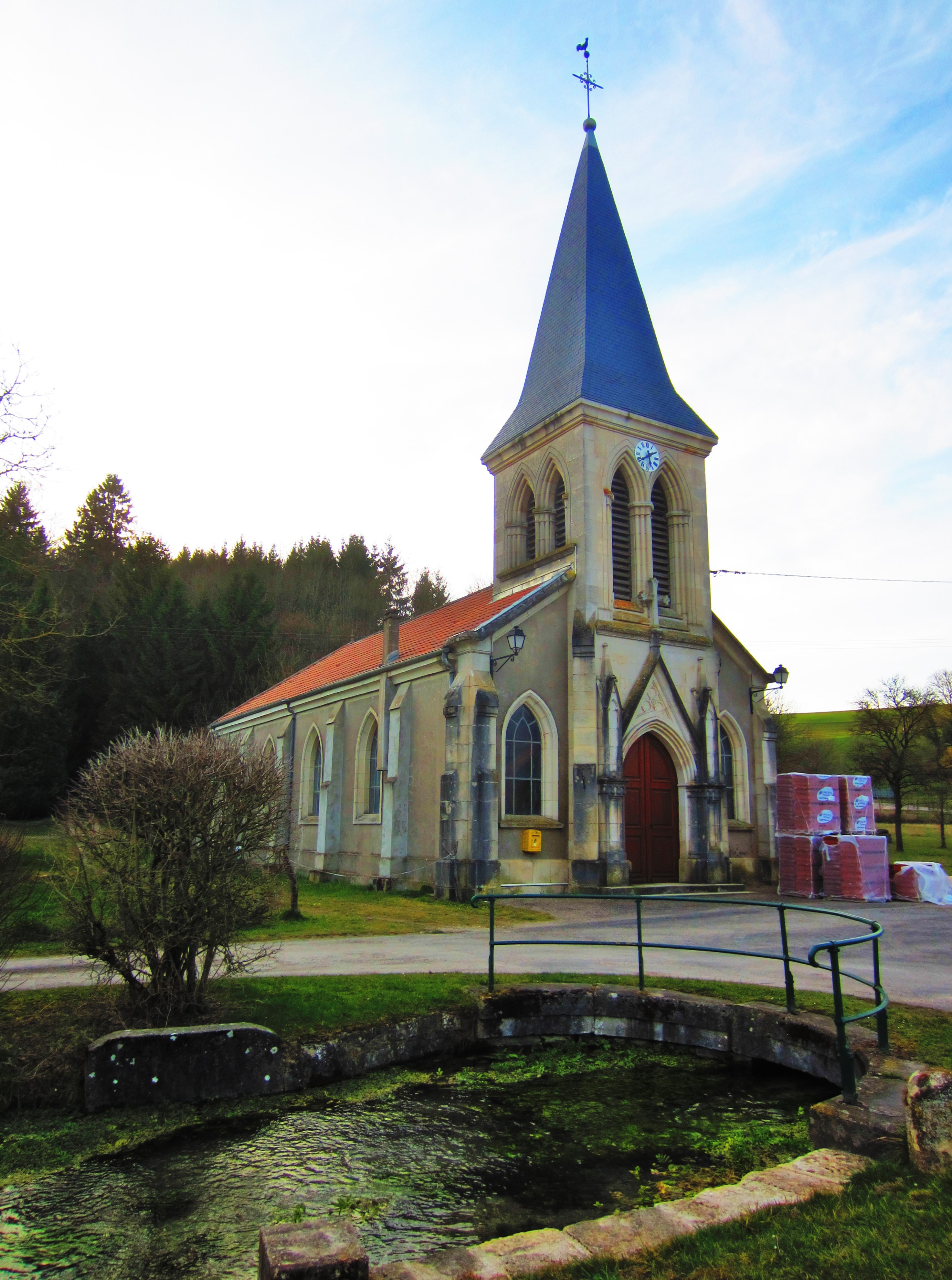
Kirche Saint-Martin in Deuxnouds–aux–Bois
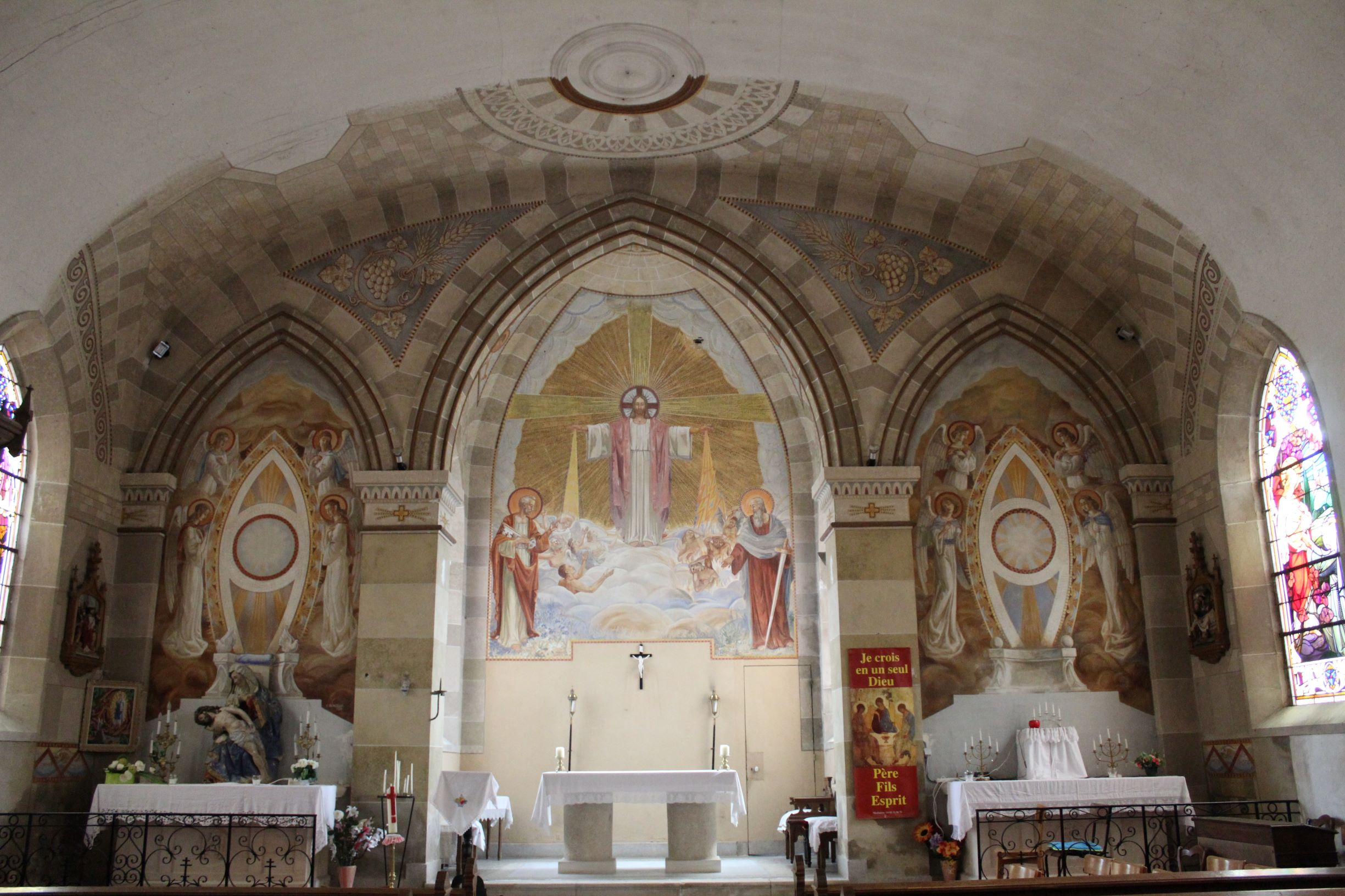
Apsis der Kirche Saint-Pierre in Spada
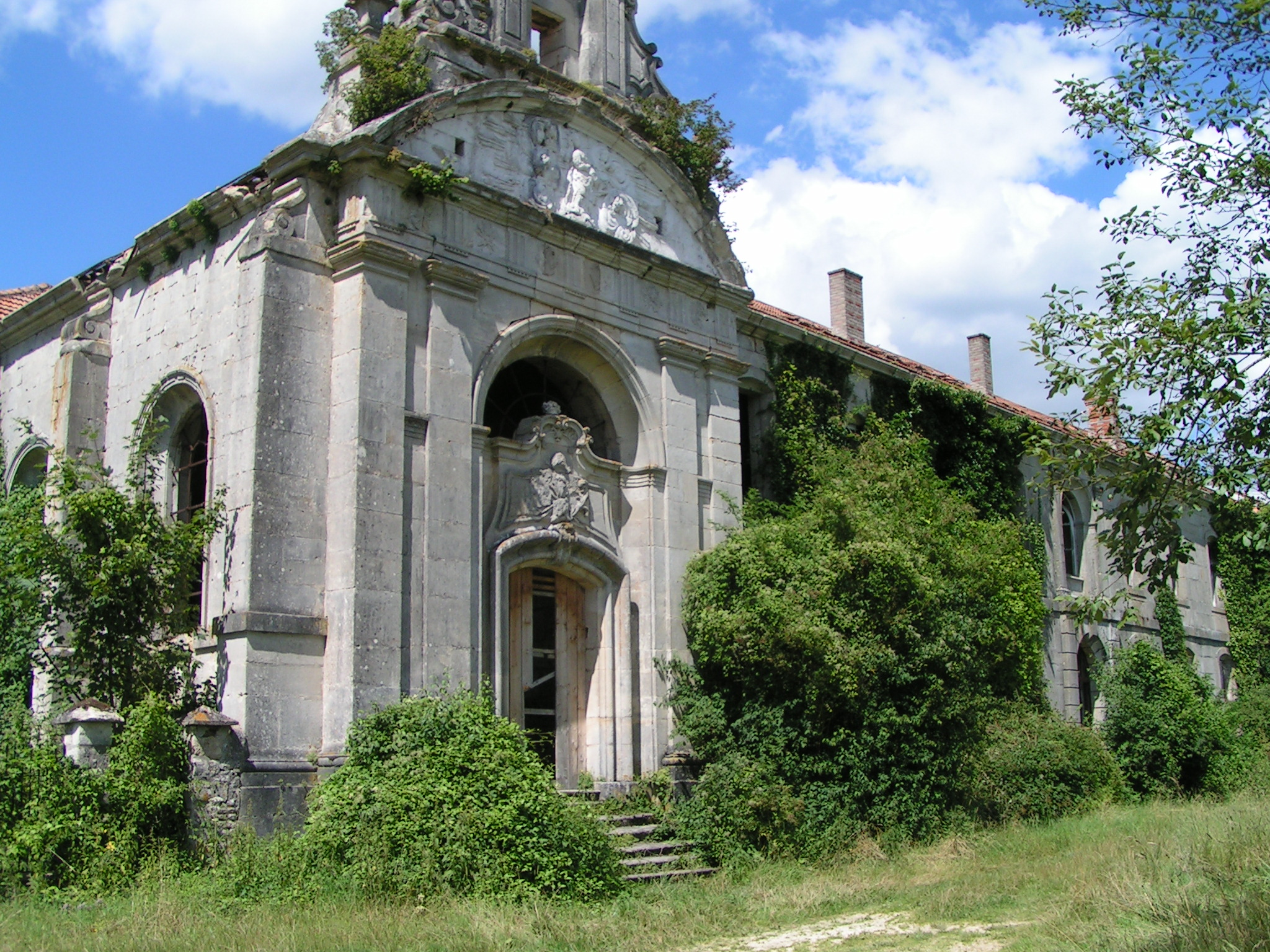
Ehemalige Abtei Notre-Dame de l’Étanche in Deuxnouds-aux-Bois